# Estación de Edimburgo-Waverley
La estación de Edimburgo-Waverley (código: EDB) es la principal estación ferroviaria de Edimburgo, la capital de Escocia. Es denominada por Network Rail directamente como «estación de Edimburgo», aunque no sea la única estación de la ciudad.
Ocupa 100 000 m² en el fondo de un valle en pleno centro de Edimburgo, siendo uno de los puntos más bajos del centro de la ciudad. Es una estación pasante con conexiones por el este hacia Londres y por el oeste hacia toda Escocia. Es considerada la última estación de la East Coast Main Line.

## Localización
La estación se encuentra en un estrecho valle entre la ciudad medieval y la nueva ciudad del siglo XVIII. Princes Street, la principal calle comercial de Edimburgo, se sitúa en un lateral. El valle es atravesado por dos puentes que unen ambas partes de la ciudad por encima de la estación, el North Bridge, de 1897, y el Waverley Bridge, desde el cual unas rampas permiten acceder a la estación.
El lugar estaba ocupado por un pequeño lago hasta que fue drenado en el siglo XIX.

## Historia
La construcción de la nueva ciudad de Edumburgo, al norte de la ciudad medieval, dejó en pleno centro el lago conocido como Nor Loch, que se convirtió en un foco de malos olores en pleno centro de la ciudad. Se realizaron varios trabajos de drenaje que culminaron en la década de 1820 con la disponibilidad absoluta del terreno, que en principio fue dedicado a jardines.
Con el progreso del ferrocarril en Gran Bretaña y las buenas condiciones del valle para introducir vías férreas en el interior de la ciudad en la década de 1840, fueron tres las compañías que construyeron estaciones en la zona. Todas fueron denominadas en honor de la novela Waverley en torno a 1854.
En 1868 la compañía North British Railway compró las dos estaciones de sus competidoras, demolió las tres y las sustituyó por una nueva estación única de estilo victoriano. En 1902 se inauguró el hotel Balmoral, que fue explotado como parte de la estación hasta finales de los años 1980.

## Servicios
Por el este, tras una serie de cierres de líneas, la estación recibe tan solo la East Coast Main Line que, desde Edimburgo, recorre la costa este de Gran Bretaña pasando por importantes ciudades hasta Londres.
Por el oeste todas las vías se dirigen hacia la estación de Edimburgo-Haymarket, tras lo cual se bifurcan con numerosos destinos hacia toda Escocia. A través de la estación de Glasgow Central se puede acceder a la West Coast Main Line, por la que se puede conectar con todo el oeste de Gran Bretaña para de nuevo alcanzar Londres.
Son numerosas las compañías que utilizan la estación: East Coast, Cross Country o Virgin Trains opran trenes de larga distancia, mientras que los trenes de mayor proximidad corresponden principalmente a First ScotRail.